# Podnośnia (żegluga)
Podnośnia (ang. Boat Lift, Lift Lock, niem. Schiffshebewerk) – ruchoma budowla hydrotechniczna stosowana w żegludze śródlądowej do podnoszenia i opuszczania statków na śródlądowych kanałach, a rzadziej rzekach.
Podnośnie stosowane są wtedy, gdy między dwoma odcinkami kanału występuje znaczna różnica poziomu wody, zbyt duża, aby można było ją pokonać przy pomocy tradycyjnej śluzy wodnej.
Podobnym urządzeniem hydrotechnicznym służącym do pokonywania dużych różnic poziomu między drogami wodnymi jest pochylnia.
Osobny artykuł: Pochylnia (żegluga).

## Konstrukcja podnośni
Podnośnia przenosi statki w pionie, na zasadzie windy, zawsze wraz z komorą wodną (wanną, kesonem), do której statek wpływa. Komora porusza się w skonstruowanym odpowiednio szybie i ma na obu końcach wrota, otwierane najczęściej przez uniesienie ich w pionie na linach. W górnym i dolnym położeniu komora jest otwierana z właściwej strony i szczelnie łączona z kanałem, aby statki mogły do niej wpływać i wypływać.
Podnośnia wykorzystuje prawo Archimedesa, zgodnie z którym komora wypełniona wodą waży zawsze tyle samo bez względu na to, czy są w niej statki, czy też ich nie ma. Komorę podnośni daje się więc bardzo dokładnie zrównoważyć balastami albo drugą komorą, która w sąsiednim szybie zjeżdża w dół w czasie, gdy pierwsza komora jedzie do góry.
Do napędu podnośni potrzeba dzięki temu niewiele energii, a możliwa jest też jej praca w ogóle bez napędu. Ruch można wywołać przez wlanie do komory w jej górnym położeniu minimalnie większej ilości wody, a następnie upuszczanie jej w położeniu dolnym: zwiększenie lub zmniejszenie wagi komory powoduje jej ruch w pożądanym kierunku, który trzeba tylko kontrolować odpowiednim hamulcem.
W porównaniu z tradycyjną śluzą zaletami podnośni są: znikome zużycie wody (minimalne straty wynikają jedynie z ewentualnych nieszczelności komory i manewrów przy otwieraniu wrót) oraz możliwość pokonania dużych różnic poziomu w bardzo krótkim czasie. Przykładowo, komora podnośni w Niederfinow pokonuje wysokość 36 m w ciągu pięciu minut, a cały manewr przejścia podnośni to około dwudziestu minut. Podnośnia ta zastąpiła cztery śluzy o różnicach poziomu 9 metrów każda, których przejście zajmowało kilka godzin.
Wadą podnośni jest znacznie wyższy koszt budowy i bardziej skomplikowana konstrukcja, wymagająca stałego nadzoru technicznego i większej obsługi. Ponadto podnośnia niekiedy do napędu wymaga energii, co na w tradycyjnej śluzie wodnej nie ma miejsca (chyba że stosuje się mechaniczne otwieranie i zamykanie wrót).
Podnośnie w zależności od ich techniki działania dzielą się na linowe, hydrauliczne, pływakowe i obrotowe.

## Podnośnia linowa

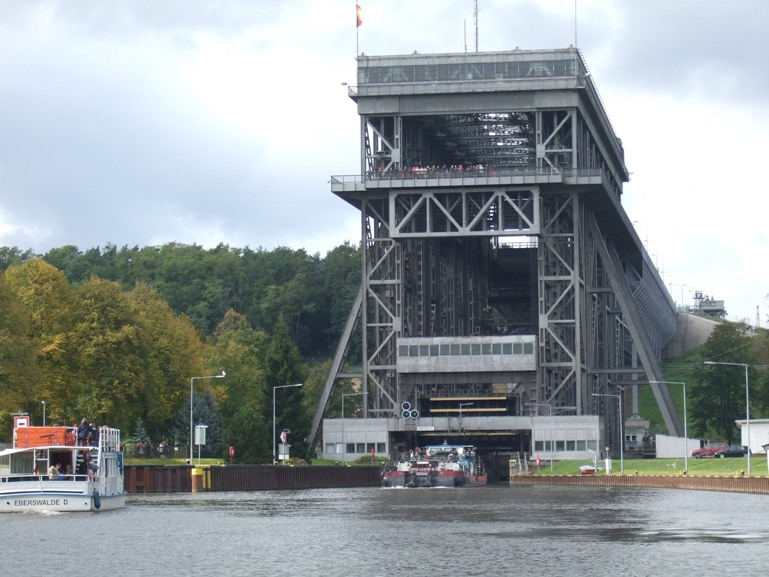
Podnośnia linowa w Niederfinow

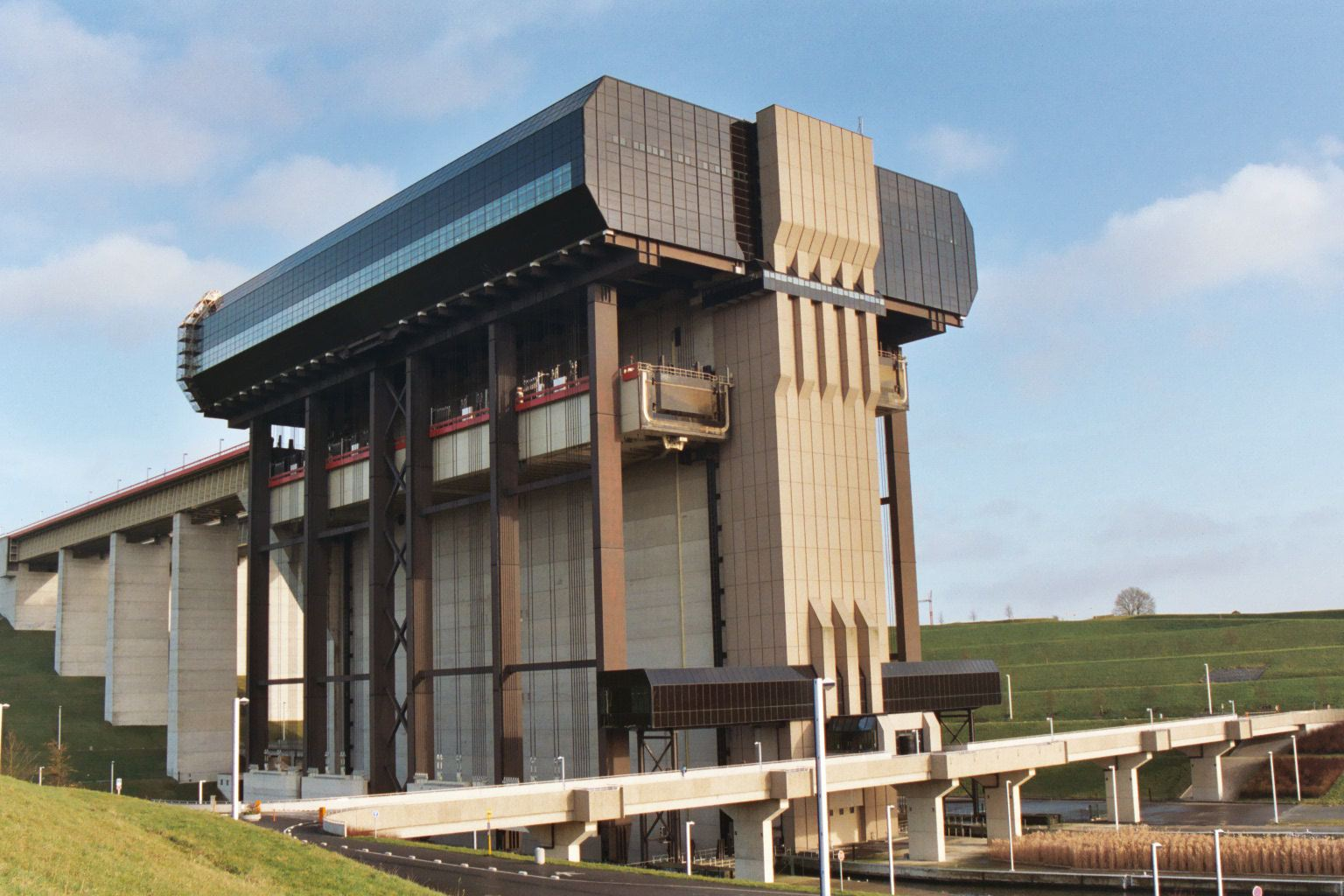
Podnośnia linowa w Strépy-Thieu

Podnośnia linowa jest najczęściej występującym rodzajem podnośni. Komora jest zawieszona na linach i dokładnie zrównoważona ruchomymi balastami (w przypadku podnośni linowych dwukomorowych ich komory mają własne balasty i pracują niezależnie od siebie). Napęd może być przekazywany poprzez liny nośne, można też podnosić komorę przy pomocy obracającego się ślimaka napędowego (liny wtedy służą tylko do równoważenia komory). Podnośnie linowe dają możliwość podnoszenia statków na największe wysokości, zatem najwyższe podnośnie świata to podnośnie linowe.

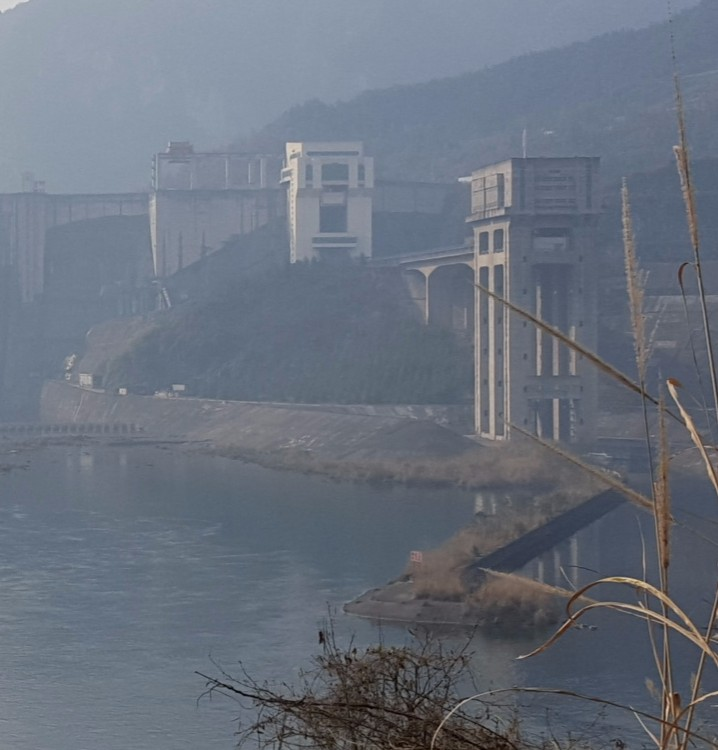
Zespół dwóch podnośni linowych na zaporze Geheyan w Chinach

W XXI w., w związku z intensywnymi inwestycjami w hydroenergetykę w Chinach, powstało tam kilkanaście podnośni linowych o dużej wysokości, a w przypadku zapór przekraczających 100 m są to zespoły dwóch lub trzech podnośni, co wyprowadziło ten kraj na pierwsze miejsce w świecie.
Przykłady podnośni pionowych o konstrukcji linowej:
- podnośnia Niederfinow, znajdująca się w Niemczech bezpośrednio przy granicy z Polską na kanale Odra-Hawela (a także nowo budowana tam podnośnia Niederfinow Nord),
- podnośnia Lüneburg (Scharnebeck) na Kanale Bocznym Łaby,
- podnośnia Strépy-Thieu w Belgii na Kanale Centralnym, najwyższa w Europie (73 m),
- podnośnia na Tamie Trzech Przełomów w Chinach na rzece Jangcy (113 m, unosi statki do 3000 ton - największa nośność),
- zespół trzech podnośni na tamie Goupitan na rzece Wu Jiang w Chinach, połączonych akweduktem i tunelem (dwie w górę, 79 m i 127 m – najwyższa na świecie oraz 49 m w dół, za zaporą, niezbędna z uwagi na zmienny poziom wody powyżej tamy).

## Podnośnia tłokowa

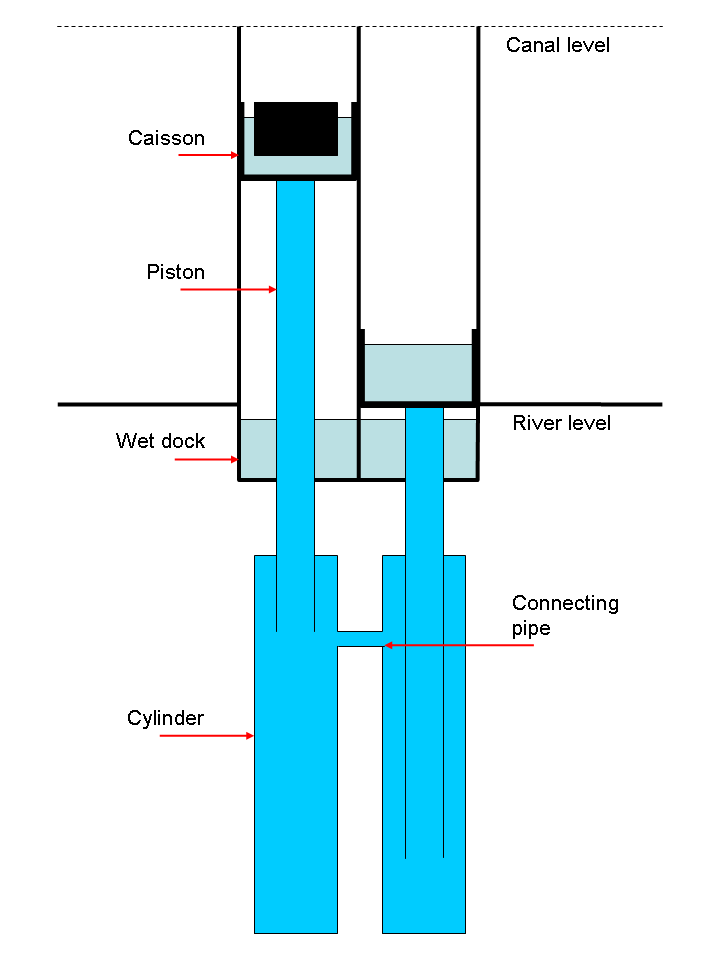
Schemat działania podnośni tłokowej

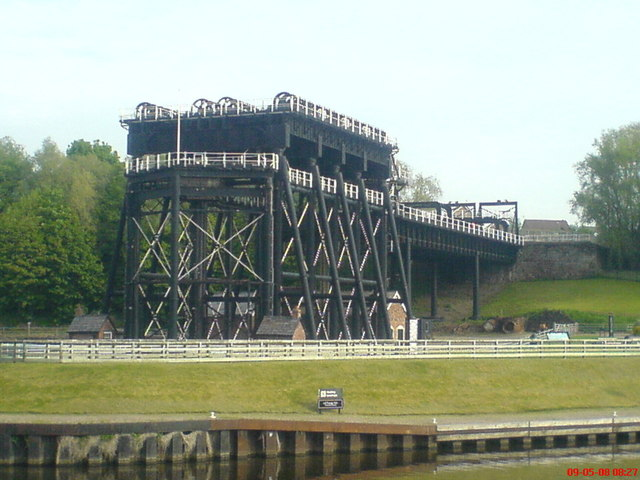
Podnośnia tłokowa w Anderton

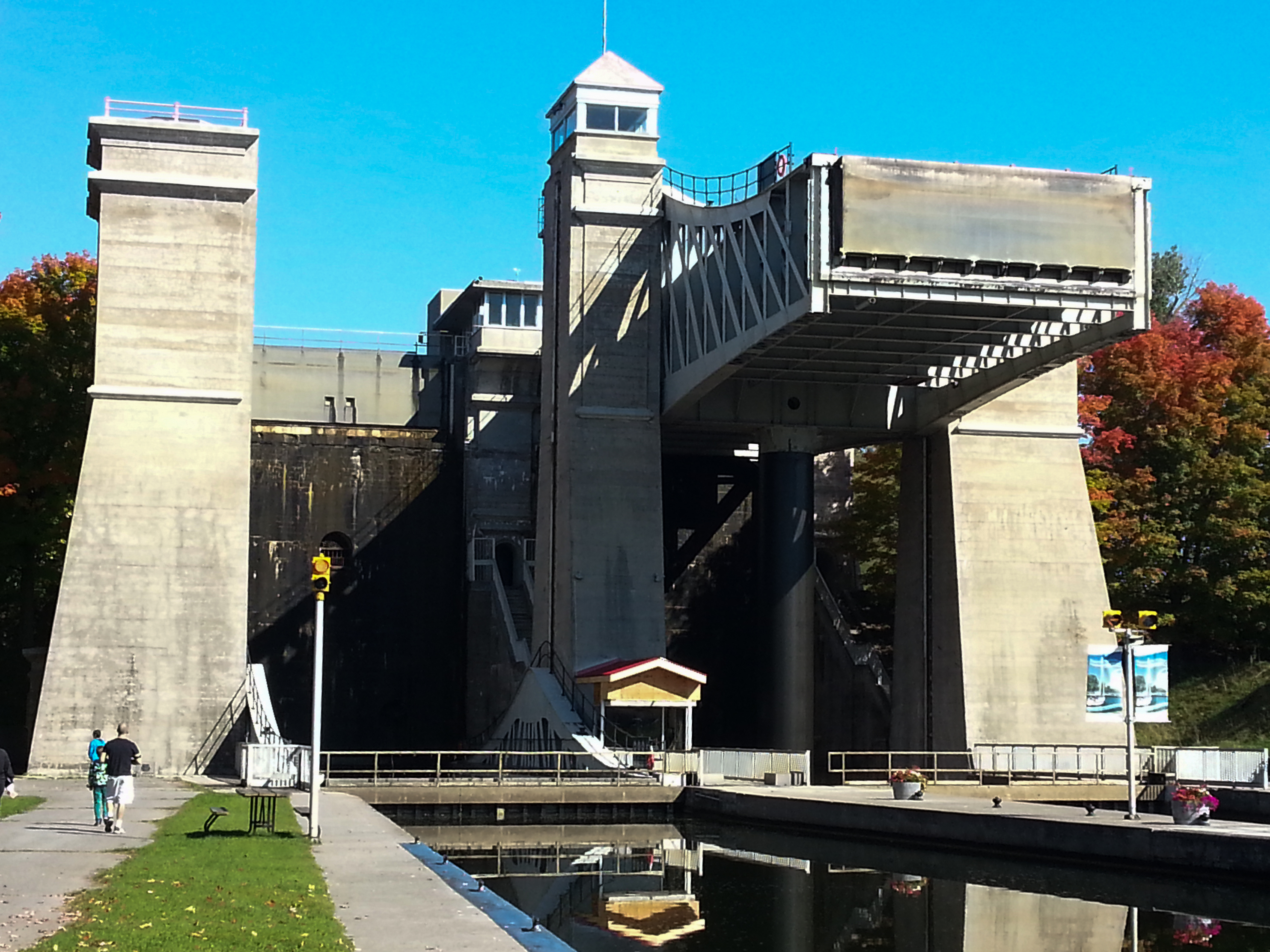
Podnośnia tłokowa w Peterborough (tak samo wygląda podnośnia w Kirkfield)

Podnośnia tłokowa (hydrauliczna) ma dwie komory pracujące równocześnie i poruszające się zamiennie w przeciwnych kierunkach. Komory osadzone są na tłokach hydraulicznych, a główna konstrukcja nośna znajduje się pod ziemią, co sprawia, że konstrukcja szybu niczego nie unosi i może być lżejsza. Pod komorami znajdują się siłowniki połączone ze sobą rurami. Gdy jedna komora opada, własnym ciężarem tłoczy wodę (w zamkniętym szczelnie układzie, służącą jako przenośnik energii) przez rury do siłownika drugiej komory i w ten sposób unosi ją w górę.
Przy pomocy podnośni tłokowej nie można osiągnąć tak dużych wysokości, jak przy napędzie linowym, ponieważ pod komorą podnośni trzeba umieścić w ziemi siłownik o wysokości takiej, na jaką unosi się komora. Wysokość podnoszenia limituje więc konieczność wykonania głębokiego wykopu. Podnośnia tłokowa nie wymaga za to napędu: komorę znajdującą się w górnym położeniu dociąża się nieznacznie większą ilością wody, aby przeważyła ona ciężar drugiej komory, wypychanej w górę.
Przykładami podnośni o napędzie tłokowym są:
- podnośnia Anderton zbudowana w 1875 r. między rzeką Veaver i kanałem Trent – Mersey, najstarsza istniejąca podnośnia pionowa na świecie,
- podnośnie Peterborough i Kirkfield w Kanadzie na kanale Trent – Severn (w Ontario, nie mylić z drogami wodnymi o podobnej nazwie w Wielkiej Brytanii),
- cztery zabytkowe podnośnie na Kanale Centralnym w Belgii.
Łącznie z podnośnią linową Strepy-Thieu, która przejęła obsługę większych jednostek, Belgia ma obecnie pięć czynnych podnośni pionowych – najwięcej w Europie, a do tego jedną pochylnię, wszystkie na Kanale Centralnym.

## Podnośnia pływakowa

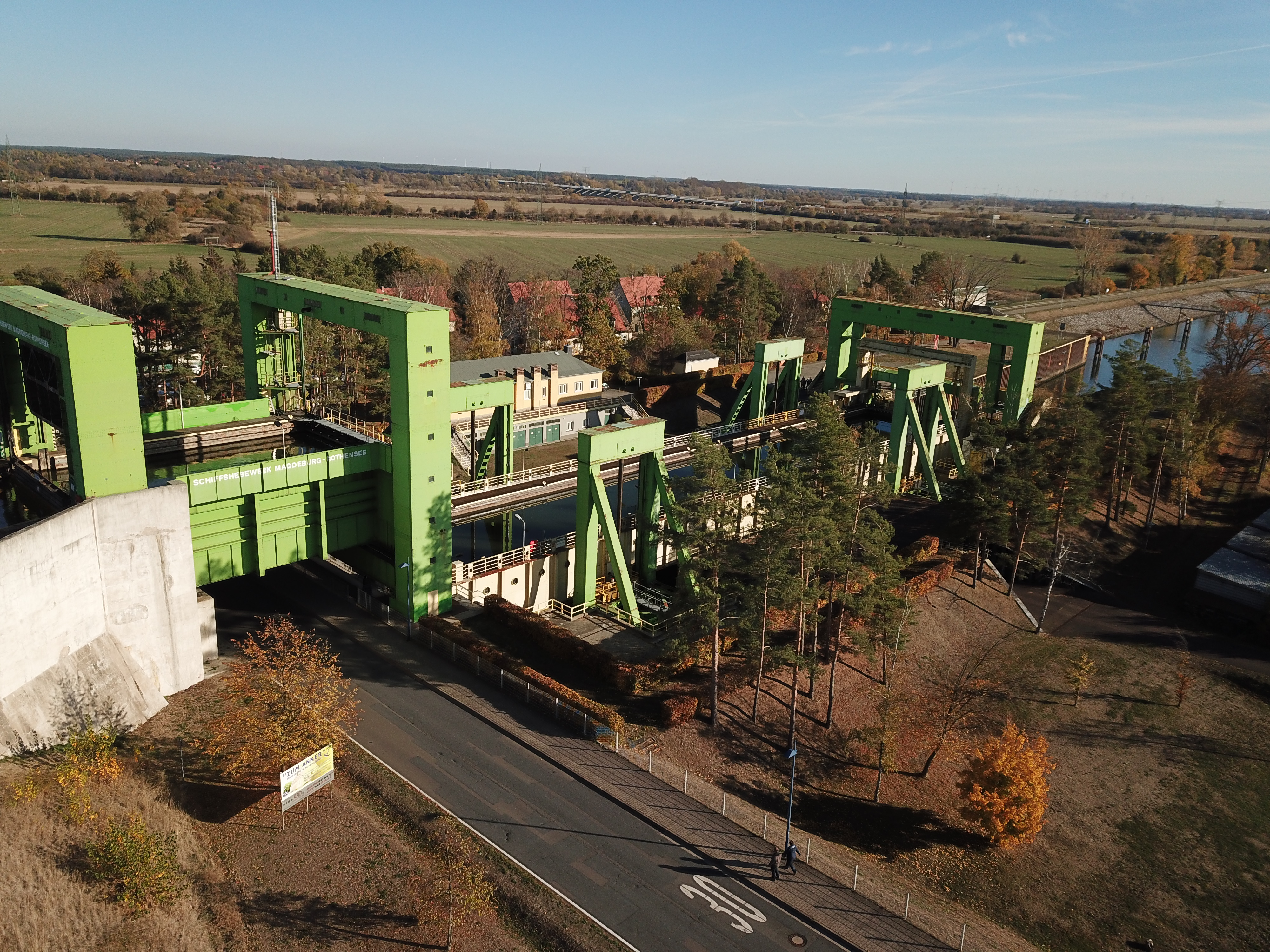
Podnośnia pływakowa Rothensee

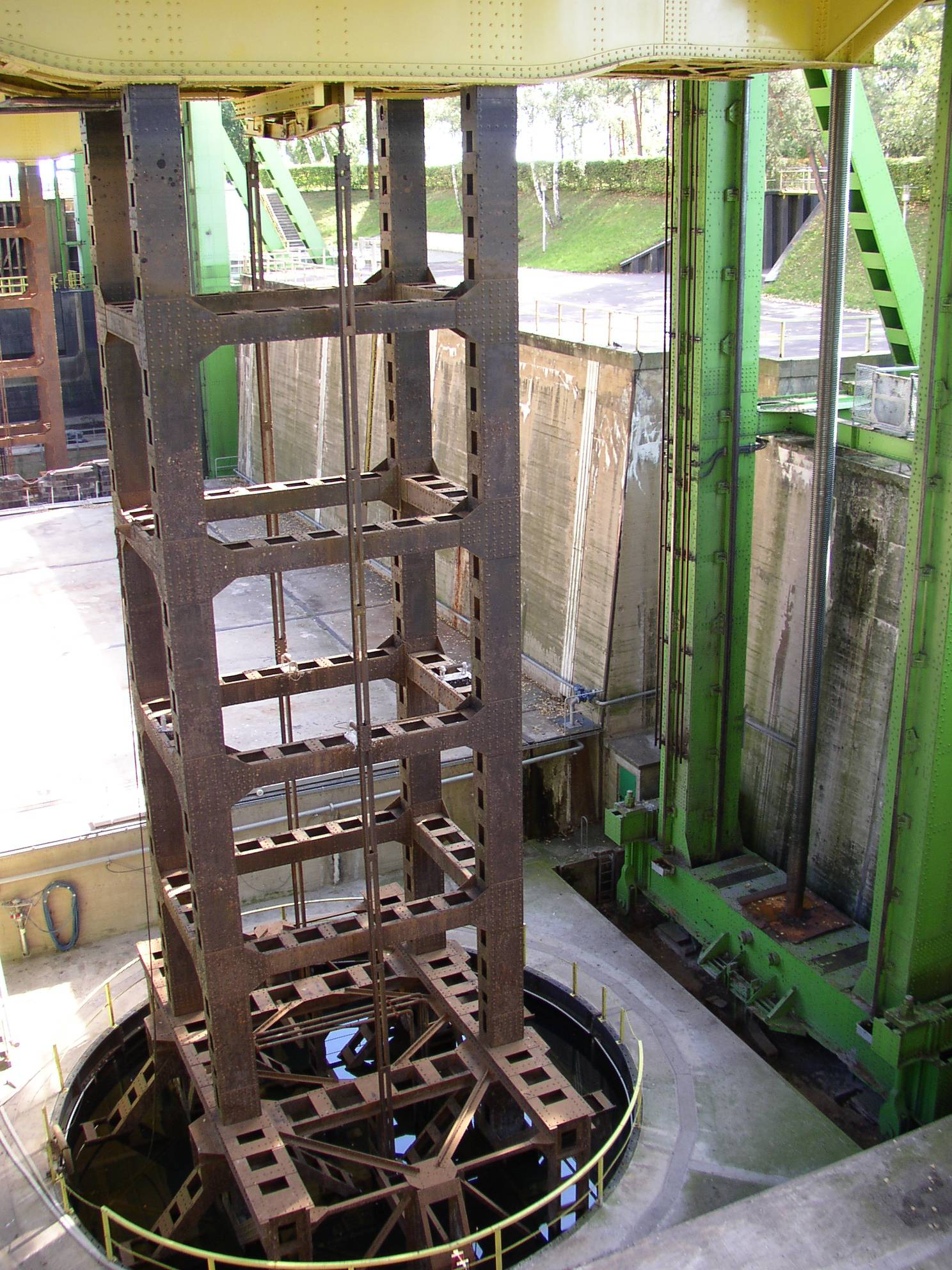
Trzon łączący komorę podnośni z pływakiem (podnośnia Rothensee)

Podnośnia pływakowa stanowi konstrukcję, w której komora osadzona jest na trzonach połączonych z pływakami. Pływaki zanurzone są w zbiornikach (cylindrach) znajdujących się pod ziemią i połączonych ze sobą rurami dla zapewniania równego poziomu. Po wypełnieniu cylindrów wodą pływaki unoszą się i wraz z nimi unosi się osadzona na nim na trzonach komora żeglugowa. Po odpompowaniu wody z komory podziemnej pływak opada wraz z komorą żeglugową. Podnośnie pływakowe wymagają pewnego zużycia energii i w praktyce nie sprawdziły się tak dobrze, jak inne rodzaje podnośni, w związku z tym z ich eksploatacji się rezygnuje.
Przykładem podnośni o konstrukcji pływakowej są:
- podnośnia Rothensee koło Magdeburga, łącząca Kanał Śródlądowy z Łabą, mająca napęd ślimakowy (pływaki unoszą komorę utrzymując ją w równowadze, co sprawia, że napęd wymaga niewielkiej mocy); utrzymywana jest w stanie sprawnym technicznie, ale stanowi urządzenie rezerwowe, gdyż głównym urządzeniem jest nowoczesna śluza z wielostopniową komorą oszczędnościową,
- dwie podnośnie Henrichenburg na kanale Dortmund – Ems w Niemczech, obie wyłączone z eksploatacji (starsza działała w latach 1899–1969, nowsza w latach 1962–2005). Zastąpione zostały zwykłymi śluzami i wchodzą obecnie w skład muzeum techniki Park Śluz Waltrop.

## Podnośnia obrotowa

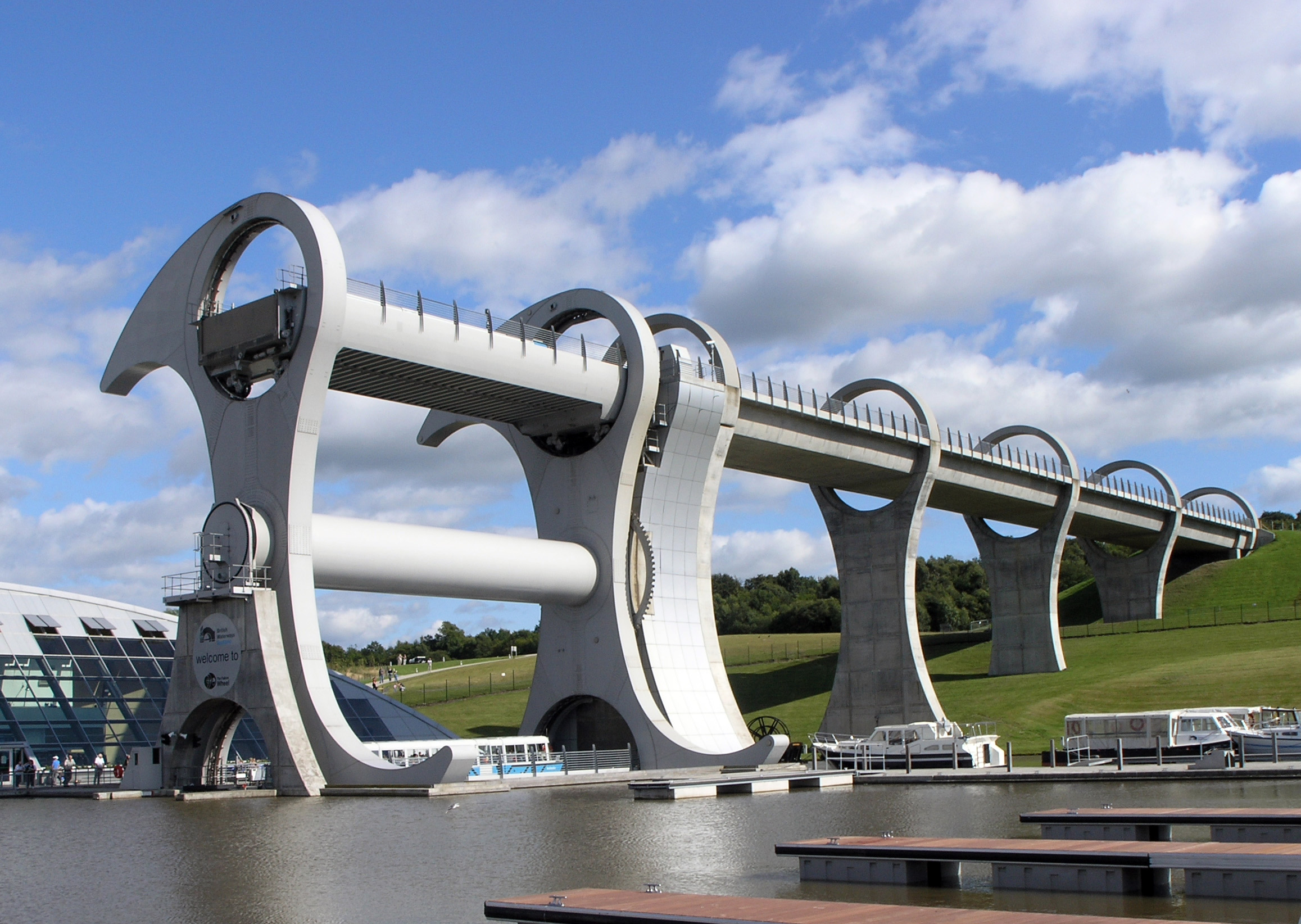
Podnośnia obrotowa Falkirk Wheel

Podnośnia obrotowa jest nowatorskim rozwiązaniem, przypominającym zarazem koło wodne i urządzenie widokowe tzw. diabelski młyn. Dwie symetrycznie zamontowane komory obracają się w pierścieniach nośnych, w których pozostają zawsze w pozycji pionowej. Zrównoważona wagowo konstrukcja podnośni, obracając się, zamienia je miejscami – łączy komory na zmianę z górnym i dolnym kanałem.
Pierwszą podnośnią obrotową na świecie jest Falkirk Wheel w Szkocji, uruchomiona w roku 2002 – pokonuje ona 24 m różnicy poziomów i zastąpiła 11 tradycyjnych śluz.